# Campeonato Mundial de Atletismo de 1999
Campeonato Mundial de Atletismo de 1999 foi a sétima edição do campeonato mundial do esporte, realizada na cidade de Sevilla, Espanha. As competições se realizaram  no Estádio Olímpico de La Cartuja entre os dias 20 e 29 de agosto.
Esta edição viu a introdução de duas novas modalidades para as mulheres, o lançamento do martelo e o salto com vara, até então não disputados em torneios globais. No segundo, o recorde mundial foi igualado pela norte-americana Stacy Dragila, que seria campeã olímpica em Sydney 2000, também a primeira vez que a prova foi disputada em Olimpíadas. A marcha de 20 km feminina também foi disputada pela primeira vez, dobrando a distância em que até então era disputada e que seria a distância padrão para esta prova dali pra frente; o tempo da vencedora passou a ser o recorde do campeonato. Um dos fatos mais notáveis foi a quebra do recorde mundial dos 400 m rasos pelo norte-americano Michael Johnson.  Outro destaque foi a primeira – e única até hoje – medalha de ouro conquistada pela Coreia do Norte numa competição internacional de atletismo, com a vitória de Jong Song-ok na maratona feminina. A competição, de alto nível técnico, também viu a quebra de nove recordes do campeonato.
A equipe brasileira teve sua melhor participação em Mundiais, ganhando três medalhas, duas de prata e uma de bronze; a medalha de bronze, a do revezamento 4x100 m masculino, porém só foi oficialmente outorgada seis anos depois, após e desclassificação do time da Nigéria, terceiro colocado na época, quando um dos integrantes falhou no exame antidoping feito meses depois da edição. Moçambique também ganhou uma medalha de prata, com Maria Mutola nos 800 metros. 

## Local
As competições foram realizadas no Estádio de La Cartuja, também conhecido como "Estádio Olímpico de Sevilha", situado na Isla de La Cartuja, em  Sevilha, Espanha. Com capacidade para 60 mil espectadores, ele foi construído especialmente para a competição, sendo inaugurado alguns meses antes dela. Estádio de categoria 4 estrelas da UEFA, ele já foi palco de finais da Copa da UEFA, da Copa Davis e de grandes concertos de Madonna, AC/DC e U2 entre outros.

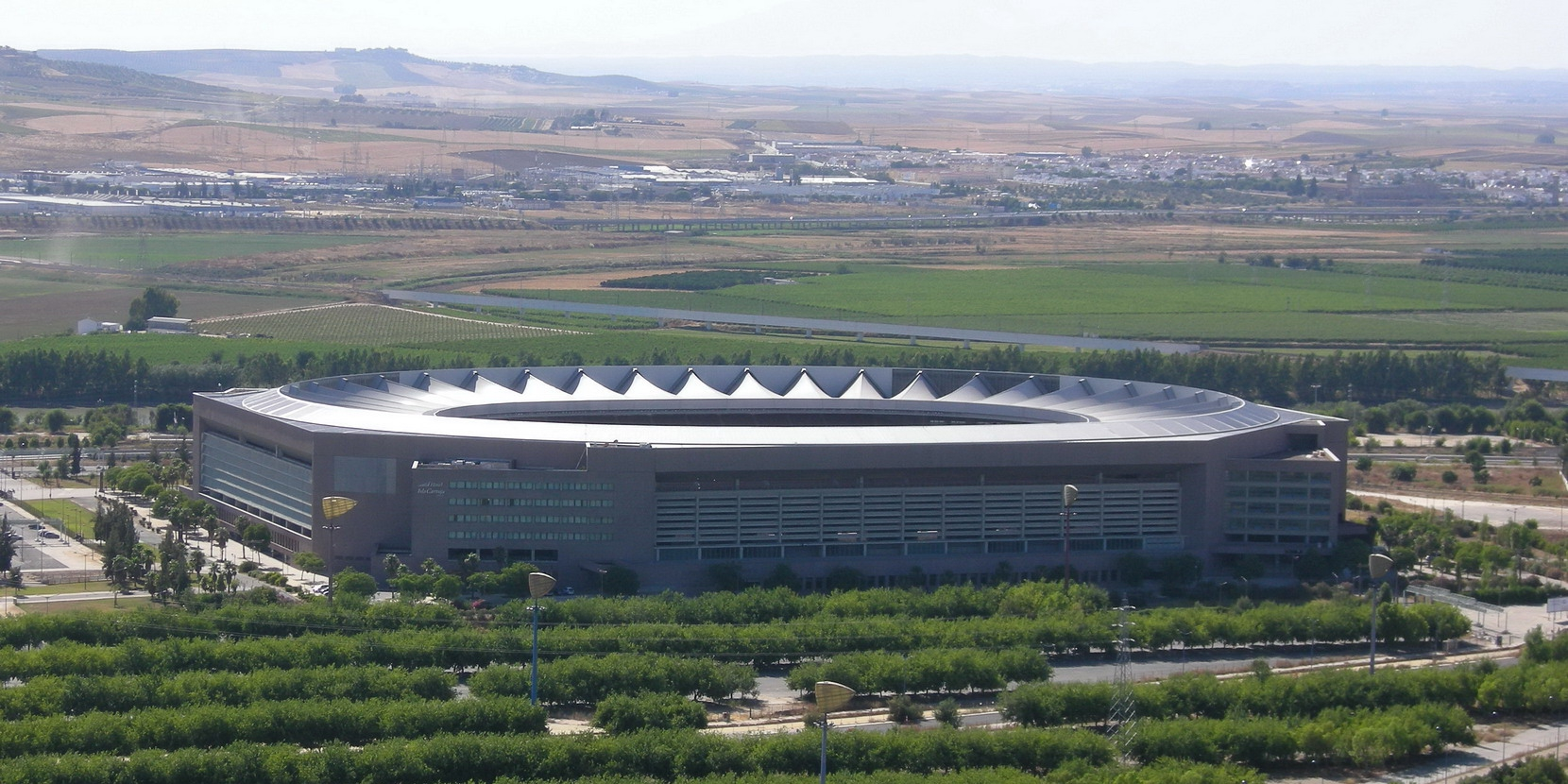
Vista externa de La Cartuja

.

## Recordes
Um recorde mundial foi quebrado, um igualado e nove novos recordes do campeonato estabelecidos.
| Recorde               | Modalidade               | Atleta             | País           | Marca    | Anterior                    |
| Recorde mundial       | 400 m rasos              | Michael Johnson    | Estados Unidos | 43.18    | 43.29 (1988)                |
| =                     | salto com vara           | Stacy Dragila      | Estados Unidos | 4,60 m   | 4,60 m (1999)               |
| Recorde do campeonato | 100 m rasos              | Maurice Greene     | Estados Unidos | 9.80     | 9.86 – Atenas 1997          |
| Recorde do campeonato | 1500 m                   | Hicham El Guerrouj | Marrocos       | 3:27.65  | 3:32.84 – Tóquio 1991       |
| Recorde do campeonato | 5000 m                   | Salah Hissou       | Marrocos       | 12:58.13 | 13:02.75 – Stuttgart 1993   |
| Recorde do campeonato | salto com vara           | Maksim Tarasov     | Rússia         | 6,02 m   | 6,01 m – Atenas 1997        |
| Recorde do campeonato | lançamento de disco      | Anthony Washington | Estados Unidos | 69,08 m  | 68,76 m – Gotemburgo 1995   |
| Recorde do campeonato | 100 m rasos              | Marion Jones       | Estados Unidos | 10.70    | 10.76 – Sevilha 1999 (1)    |
| Recorde do campeonato | 5000 m                   | Gabriela Szabo     | Romênia        | 14:41.8  | 14:46.4 – Gotemburgo 1995   |
| Recorde do campeonato | 10000 metros             | Gete Wami          | Etiópia        | 30:24.5  | 30:49.3 – Stuttgart 1993    |
| Recorde do campeonato | Marcha de 20 km feminina | Liu Hongyu         | China          | 1:30:50  | disputada pela primeira vez |

(1) Jones já havia estabelecido novo recorde do campeonato durante as semifinais. O tempo de 10.70 foi conseguido na final.

## Quadro de medalhas
| Posição | País             | Ouro | Prata | Bronze | Total |
| 1       | Estados Unidos   | 10   | 3     | 4      | 17    |
| 2       | Rússia           | 5    | 4     | 3      | 10    |
| 3       | Alemanha         | 4    | 4     | 4      | 12    |
| 4       | Grécia           | 2    | 2     | 2      | 6     |
| 5       | Marrocos         | 2    | 2     | 1      | 5     |
| 6       | Cuba             | 2    | 2     |        | 4     |
| 6       | Itália           | 2    | 2     |        | 4     |
| 8       | Espanha          | 2    | 1     | 1      | 4     |
| 9       | Etiópia          | 2    |       | 3      | 5     |
| 10      | Romênia          | 2    |       | 2      | 4     |
| 11      | República Tcheca | 2    |       | 1      | 3     |
| 12      | Grã-Bretanha     | 1    | 4     | 2      | 7     |
| 13      | Quênia           | 1    | 4     | 1      | 6     |
| 14      | França           | 1    | 2     |        | 3     |
| 15      | Austrália        | 1    | 1     | 2      | 4     |
| 15      | Ucrânia          | 1    | 1     | 2      | 4     |
| 17      | China            | 1    | 1     |        | 2     |
| 18      | Bahamas          | 1    |       |        | 1     |
| 18      | Coreia do Norte  | 1    |       |        | 1     |
| 18      | Dinamarca        | 1    |       |        | 1     |
| 18      | Finlândia        | 1    |       |        | 1     |
| 18      | Polônia          | 1    |       |        | 1     |
| 23      | Jamaica          |      | 2     | 4      | 6     |
| 24      | Brasil           |      | 2     | 1      | 3     |
| 25      | Canadá           |      | 2     |        | 2     |
| 26      | África do Sul    |      | 1     | 1      | 2     |
| 26      | Japão            |      | 1     | 1      | 2     |
| 26      | Nigéria          |      | 1     | 1      | 2     |
| 29      | Bulgária         |      | 1     |        | 1     |
| 29      | Equador          |      | 1     |        | 1     |
| 29      | Hungria          |      | 1     |        | 1     |
| 29      | Moçambique       |      | 1     |        | 1     |
| 33      | México           |      |       | 2      | 2     |
| 34      | Argélia          |      |       | 1      | 1     |
| 34      | Bélgica          |      |       | 1      | 1     |
| 34      | Eslovênia        |      |       | 1      | 1     |
| 34      | Israel           |      |       | 1      | 1     |
| 34      | Noruega          |      |       | 1      | 1     |
| 34      | Samoa Americana  |      |       | 1      | 1     |
| 34      | Síria            |      |       | 1      | 1     |
| 34      | Suécia           |      |       | 1      | 1     |
| 34      | Suíça            |      |       | 1      | 1     |

## Medalhistas

#### Masculino
| Evento                | Ouro                                                                          | Ouro     | Prata                                                                              | Prata    | Bronze                                                                                        | Bronze   |
| 100 m                 | Maurice Greene · Estados Unidos                                               | 9.80     | Bruny Surin · Canadá                                                               | 9.84     | Dwain Chambers · Grã-Bretanha                                                                 | 9.97     |
| 200 m                 | Maurice Greene · Estados Unidos                                               | 19.90    | Claudinei Quirino · Brasil                                                         | 20.00    | Francis Obikwelu · Nigéria                                                                    | 20.10    |
| 400 m                 | Michael Johnson · Estados Unidos                                              | 43.18    | Sanderlei Parrela · Brasil                                                         | 44.29    | Alejandro Cárdenas · México                                                                   | 44.31    |
| 800 m                 | Wilson Kipketer · Dinamarca                                                   | 1:43.30  | Hezekiél Sepeng · África do Sul                                                    | 1:43.32  | Djabir Saïd-Guerni · Argélia                                                                  | 1:44.18  |
| 1500 m                | Hicham El Guerrouj · Marrocos                                                 | 3:27.65  | Noah Ngeny · Quênia                                                                | 3:28.73  | Reyes Estévez · Espanha                                                                       | 3:30.57  |
| 5000 m                | Salah Hissou · Marrocos                                                       | 12:58.13 | Benjamin Limo · Quênia                                                             | 12:58.72 | Mohammed Mourhit · Bélgica                                                                    | 12:58.80 |
| 10000 m               | Haile Gebrselassie · Etiópia                                                  | 27:57.27 | Paul Tergat · Quênia                                                               | 27:58.56 | Assefa Mezgebu · Etiópia                                                                      | 27:59.15 |
| Maratona              | Abel Antón · Espanha                                                          | 2:13:36  | Vincenzo Modica · Itália                                                           | 2:14:03  | Nobuyuki Sato · Japão                                                                         | 2:14:07  |
| 110 m c/ barreiras    | Colin Jackson · Grã-Bretanha                                                  | 13.04    | Anier García · Cuba                                                                | 13.07    | Duane Ross · Estados Unidos                                                                   | 13.12    |
| 400 m c/ barreiras    | Fabrizio Mori · Itália                                                        | 47.72    | Stéphane Diagana · França                                                          | 48.12    | Marcel Schelbert · Suíça                                                                      | 48.13    |
| 3000 m c/ obstáculos  | Christopher Koskei · Quênia                                                   | 8:11.76  | Wilson Boit Kipketer · Quênia                                                      | 8:12.09  | Ali Ezzine · Marrocos                                                                         | 8:12.73  |
| marcha 20 km          | Ilya Markov · Rússia                                                          | 1:23:34  | Jefferson Pérez · Equador                                                          | 1:24:19  | Daniel García · México                                                                        | 1:24:31  |
| marcha 50 km (1)      | Ivano Brugnetti · Itália                                                      | 3:47:54  | Nikolay Matyukhin · Rússia                                                         | 3:48:18  | Curt Clausen · Estados Unidos                                                                 | 3:50:55  |
| 4x100 m (2)           | Estados Unidos · Jon Drummond · Tim Montgomery · Brian Lewis · Maurice Greene | 37.59    | Grã-Bretanha · Jason Gardener · Darren Campbell · Marlon Devonish · Dwain Chambers | 37.73    | Brasil · Claudinei Quirino · Édson Ribeiro · Raphael de Oliveira · André Domingos             | 38.05    |
| 4x400 m (3)           | Polônia Robert Maćkowiak Jacek Bocian Piotr Haczek Tomasz Czubak              | 2:58.91  | Jamaica · Michael McDonald · Greg Haughton · Danny McFarlane · Davian Clarke       | 2:59.34  | África do Sul · Jopie van Oudtshoorn · Hendrick Mokganyetsi · Adriaan Botha · Arnaud Malherbe | 3:00.20  |
| Salto em distância    | Iván Pedroso · Cuba                                                           | 8,56 m   | Yago Lamela · Espanha                                                              | 8,40 m   | Gregor Cankar · Eslovênia                                                                     | 8,36 m   |
| Salto triplo          | Charles Friedek · Alemanha                                                    | 17,59 m  | Rostislav Dimitrov · Bulgária                                                      | 17,49 m  | Jonathan Edwards · Grã-Bretanha                                                               | 17,48 m  |
| Salto em altura       | Vyacheslav Voronin · Rússia                                                   | 2,37 m   | Mark Boswell · Canadá                                                              | 2,35 m   | Martin Buß · Alemanha                                                                         | 2,32 m   |
| Salto com vara        | Maksim Tarasov · Rússia                                                       | 6,02 m   | Dmitri Markov · Austrália                                                          | 5,90 m   | Aleksandr Averbukh · Israel                                                                   | 5,80 m   |
| Arremesso de peso     | C. J. Hunter · Estados Unidos                                                 | 21,79 m  | Oliver-Sven Buder · Alemanha                                                       | 21,42 m  | Oleksandr Bagach · Ucrânia                                                                    | 21,26 m  |
| Lançamento de disco   | Anthony Washington · Estados Unidos                                           | 69,08 m  | Jürgen Schult · Alemanha                                                           | 68,18 m  | Lars Riedel · Alemanha                                                                        | 68,09 m  |
| Lançamento de martelo | Karsten Kobs · Alemanha                                                       | 80,24 m  | Zsolt Németh · Hungria                                                             | 79,05 m  | Vladislav Piskunov · Ucrânia                                                                  | 79,03 m  |
| Lançamento de dardo   | Aki Parviainen · Finlândia                                                    | 89,52 m  | Konstadinós Gatsioúdis · Grécia                                                    | 89,18 m  | Jan Železný República Tcheca                                                                  | 87,67 m  |
| Decatlo               | Tomáš Dvořák República Tcheca                                                 | 8744 pts | Dean Macey · Grã-Bretanha                                                          | 8556 pts | Chris Huffins · Estados Unidos                                                                | 8547 pts |

(1) German Skurygin da Rússia ganhou originalmente a medalha de ouro nos 50 km marcha com 3:44:23 h, mas acabaria por ser desqualificado depois de ter acusado um teste antidopagem positivo, em novembro de 2001. O italiano Ivano Brugnetti herdou o ouro. 

(2) A Nigéria obteve originalmente a medalha de bronze com 37.91, mas foi desqualificada em agosto de 2005, depois de um de seus integrantes ter falhado um teste antidopagem em junho de 1999. O Brasil herdou o bronze. 

(3) Os Estados Unidos ganharam originalmente a medalha de ouro com 2:56.45  mas foram desqualificados em 2008 depois de um de seus atletas – Antonio Pettigrew – ter admitido o uso de HGH e EPO entre 1997 e 2003. A Polônia herdou o ouro.

#### Feminino
| Evento                | Ouro                                                                                   | Ouro     | Prata                                                                                | Prata    | Bronze                                                                        | Bronze   |
| 100 m                 | Marion Jones · Estados Unidos                                                          | 10.70    | Inger Miller · Estados Unidos                                                        | 10.79    | Ekaterini Thanou · Grécia                                                     | 10.84    |
| 200 m                 | Inger Miller · Estados Unidos                                                          | 21.77    | Beverly McDonald · Jamaica                                                           | 22.22    | Merlene Frazer · JamaicaAndrea Philipp · Alemanha                             | 22.26    |
| 400 m                 | Cathy Freeman · Austrália                                                              | 49.67    | Anja Rücker · Alemanha                                                               | 49.74    | Lorraine Graham · Jamaica                                                     | 49.92    |
| 800 m                 | Ludmila Formanová República Tcheca                                                     | 1:56.68  | Maria Mutola · Moçambique                                                            | 1:56.72  | Svetlana Masterkova · Rússia                                                  | 1:56.93  |
| 1500 m                | Svetlana Masterkova · Rússia                                                           | 3:59.53  | Regina Jacobs · Estados Unidos                                                       | 4:00.35  | Kutre Dulecha · Etiópia                                                       | 4:00.96  |
| 5000 m                | Gabriela Szabo Romênia                                                                 | 14:41.82 | Zahra Ouaziz · Marrocos                                                              | 14:43.15 | Ayelech Worku · Etiópia                                                       | 14:44.22 |
| 10000 m               | Gete Wami · Etiópia                                                                    | 30:24.56 | Paula Radcliffe · Grã-Bretanha                                                       | 30:27.13 | Tegla Loroupe · Quênia                                                        | 30:32.03 |
| Maratona              | Jong Song-ok · Coreia do Norte                                                         | 2:26:59  | Ari Ichihashi · Japão                                                                | 2:27:02  | Lidia Simon Romênia                                                           | 2:27:41  |
| 100 m c/ barreiras    | Gail Devers · Estados Unidos                                                           | 12.37    | Glory Alozie · Nigéria                                                               | 12.44    | Ludmila Engquist · Suécia                                                     | 12.47    |
| 400 m c/ barreiras    | Daimí Pernía · Cuba                                                                    | 52.89    | Nezha Bidouane · Marrocos                                                            | 52.90    | Deon Hemmings · Jamaica                                                       | 53.16    |
| marcha 20 km          | Liu Hongyu · China                                                                     | 1:30:50  | Wang Yan · China                                                                     | 1:30:50  | Kerry Saxby · Austrália                                                       | 1:30:50  |
| 4x100 m               | Bahamas · Savatheda Fynes · Chandra Sturrup · Pauline Davis-Thompson · Debbie Ferguson | 41.92    | França · Patricia Girard · Muriel Hurtis · Katia Benth · Christine Arron             | 42.06    | Jamaica · Aleen Bailey · Merlene Frazer · Beverly McDonald · Peta-Gaye Dowdie | 42.15    |
| 4x400 m               | Rússia · Tatyana Chebykina · Svetlana Goncharenko · Olga Kotlyarova · Natalya Nazarova | 3:21.98  | Estados Unidos · Suziann Reid · Maicel Malone · Michelle Collins · Jearl Miles-Clark | 3:22.09  | Alemanha · Anke Feller · Uta Rohländer · Anja Rücker · Grit Breuer            | 3:22.43  |
| Salto em altura       | Inha Babakova · Ucrânia                                                                | 1,99 m   | Yelena Yelesina · Rússia                                                             | 1,99 m   | Svetlana Lapina · Rússia                                                      | 1,99 m   |
| Salto com vara        | Stacy Dragila · Estados Unidos                                                         | 4,60 m = | Anzhela Balakhonova · Ucrânia                                                        | 4,55 m   | Tatiana Grigorieva · Austrália                                                | 4,45 m   |
| Salto em distância    | Niurka Montalvo · Espanha                                                              | 7,06 m   | Fiona May · Itália                                                                   | 6,94 m   | Marion Jones · Estados Unidos                                                 | 6,83 m   |
| Salto triplo          | Paraskevi Tsiamita · Grécia                                                            | 14,88 m  | Yamilé Aldama · Cuba                                                                 | 14,61 m  | Olga Vasdeki · Grécia                                                         | 14,61 m  |
| Arremesso de peso     | Astrid Kumbernuss · Alemanha                                                           | 19,85 m  | Nadine Kleinert · Alemanha                                                           | 19,61 m  | Svetlana Krivelyova · Rússia                                                  | 19,43 m  |
| Lançamento de disco   | Franka Dietzsch · Alemanha                                                             | 68,14 m  | Anastasia Kelesidou · Grécia                                                         | 66,05 m  | Nicoleta Grasu Romênia                                                        | 65,35 m  |
| Lançamento de martelo | Mihaela Melinte Romênia                                                                | 75,20 m  | Olga Kuzenkova · Rússia                                                              | 72,56 m  | Lisa Misipeka · Samoa Americana                                               | 66,06 m  |
| Lançamento de dardo   | Mirela Maniani · Grécia                                                                | 67,09 m  | Tatyana Shikolenko · Rússia                                                          | 66,37 m  | Trine Hattestad · Noruega                                                     | 66,06 m  |
| Heptatlo              | Eunice Barber · França                                                                 | 6861 pts | Denise Lewis · Grã-Bretanha                                                          | 6724 pts | Ghada Shouaa Síria                                                            | 6500 pts |